# Olympische Sommerspiele 2020/Schwimmen/Qualifikation
Die Qualifikation für die Schwimmwettbewerbe bei den Olympischen Sommerspielen 2020 in Tokio erfolgt bis zum 27. Juni 2021. Ursprünglich war als Stichtag der 6. Juli 2020 vorgesehen, wegen der COVID-19-Pandemie wurden die Spiele und somit der Qualifikationszeitraum verschoben.
In den Einzeldisziplinen dürfen pro Nation maximal zwei Athleten antreten, diese müssen beide die von der FINA vorgegebene Normzeit geschwommen haben. Ein weiterer Athlet darf teilnehmen, wenn er die olympische Qualifikationszeit (OQT) geschwommen ist oder wenn die 878 zur Verfügung stehenden Quotenplätze nicht ausgeschöpft werden können. Jede Nation ist dazu berechtigt einen Athleten pro Geschlecht zu melden, der nicht die olympische Normzeit (OQT) geschwommen ist, sofern es keine anderen Schwimmer gibt, welche diese geschwommen sind und er die olympische Standardzeit (OST) geschwommen ist.
Bei den Staffelwettkämpfen gibt es jeweils 16 Qualifikationsplätze. Neben den besten zwölf Staffeln der Schwimmweltmeisterschaften 2019 qualifizieren sich weitere vier Staffeln mit den schnellsten Zeiten nach der FINA-Weltrangliste.
In den beiden Wettkämpfen im Freiwasserschwimmen qualifizieren sich jeweils die zehn besten Schwimmer der Weltmeisterschaften 2019 sowie neun weitere Schwimmer über einen Qualifikationswettkampf. Hinzu kommt jeweils ein Startplatz für Japan als Gastgeber und fünf Athleten, die sich über einen kontinentalen Wettkampf qualifizieren.

## Qualifizierte Nationen
| Nation              | Männer | Frauen |
| ------------------- | ------ | ------ |
| Ägypten             | x      |        |
| Algerien            | x      |        |
| Argentinien         | x      | x      |
| Aserbaidschan       | x      |        |
| Australien          | x      | x      |
| Brasilien           | x      |        |
| Belgien             | x      | x      |
| Bulgarien           | x      |        |
| Chile               |        | x      |
| Dänemark            | x      | x      |
| Deutschland         | x      | x      |
| Finnland            | x      |        |
| Frankreich          | x      | x      |
| Griechenland        | x      | x      |
| Großbritannien      | x      | x      |
| Guatemala           | x      |        |
| Hongkong            |        | x      |
| Irland              | x      |        |
| Island              | x      |        |
| Israel              | x      | x      |
| Italien             | x      | x      |
| Jamaika             |        | x      |
| Japan               | x      | x      |
| Kanada              | x      | x      |
| Kasachstan          | x      |        |
| Kroatien            | x      |        |
| Liechtenstein       |        | x      |
| Litauen             | x      |        |
| Luxemburg           | x      |        |
| Moldau              |        | x      |
| Neuseeland          | x      | x      |
| Niederlande         | x      | x      |
| Norwegen            | x      |        |
| Österreich          |        | x      |
| Polen               | x      | x      |
| Portugal            | x      | x      |
| Rumänien            | x      |        |
| ROC                 | x      | x      |
| Schweden            | x      | x      |
| Schweiz             | x      | x      |
| Serbien             | x      | x      |
| Slowenien           |        | x      |
| Spanien             | x      | x      |
| Südafrika           | x      | x      |
| Südkorea            |        | x      |
| Trinidad und Tobago | x      |        |
| Tschechien          | x      | x      |
| Türkei              | x      | x      |
| Ukraine             | x      |        |
| Ungarn              | x      | x      |
| Vereinigte Staaten  | x      | x      |
| China               | x      | x      |
| Vietnam             | x      |        |
| Belarus             | x      | x      |

## Einzelwettkämpfe

### Normzeiten
Die Zeiten müssen bei Welt-, Kontinental-, nationalen Meisterschaften oder einem anderen Wettkampf der FINA im Zeitraum vom 1. März 2019 bis zum 29. Juni 2020 erreicht werden.
| Männer              | Männer       | Männer       | Frauen              | Frauen       | Frauen       |
| Wettbewerb          | OQT          | OST          | Wettbewerb          | OQT          | OST          |
| ------------------- | ------------ | ------------ | ------------------- | ------------ | ------------ |
| 50 m Freistil       | 22,01 s      | 22,67 s      | 50 m Freistil       | 24,77 s      | 25,51 s      |
| 100 m Freistil      | 48,57 s      | 50,03 s      | 100 m Freistil      | 54,38 s      | 56,01 s      |
| 200 m Freistil      | 1:47,02 min  | 1:50,23 min  | 200 m Freistil      | 1:57,28 min  | 2:00,80 min  |
| 400 m Freistil      | 3:46,78 min  | 3:53,58 min  | 400 m Freistil      | 4:07,90 min  | 4:15,34 min  |
| 800 m Freistil      | 7:54,31 min  | 8:08,54 min  | 800 m Freistil      | 8:33,36 min  | 8:48,76 min  |
| 1500 m Freistil     | 15:00,99 min | 15:28,02 min | 1500 m Freistil     | 16:32,04 min | 17:01,80 min |
| 100 m Rücken        | 53,85 s      | 55,47 s      | 100 m Rücken        | 1:00,25 min  | 1:02,06 min  |
| 200 m Rücken        | 1:57,50 min  | 2:01,03 min  | 200 m Rücken        | 2:10,39 min  | 2:14,30 min  |
| 100 m Brust         | 59,93 s      | 1:01,73 min  | 100 m Brust         | 1:07,07 min  | 1:09,08 min  |
| 200 m Brust         | 2:10,35 min  | 2:14,26 min  | 200 m Brust         | 2:25,52 min  | 2:29,89 min  |
| 100 m Schmetterling | 51,96 s      | 53,52 s      | 100 m Schmetterling | 57,92 s      | 59,66 s      |
| 200 m Schmetterling | 1:56,48 min  | 1:59,97 min  | 200 m Schmetterling | 2:08,43 min  | 2:12,28 min  |
| 200 m Lagen         | 1:59,67 min  | 2:03,26 min  | 200 m Lagen         | 2:12,56 min  | 2:16,54 min  |
| 400 m Lagen         | 4:15,84 min  | 4:21,46 min  | 400 m Lagen         | 4:38,53 min  | 4:46,89 min  |

### Männer

#### 50 m Freistil
| Qualifikationsstandard                 | Plätze | Qualifizierte      | Qualifizierte      |
| Qualifikationsstandard                 | Plätze | Nation             | Athleten           |
| -------------------------------------- | ------ | ------------------ | ------------------ |
| Olympische Normzeit (OQT): 22,01 s     | 2      | Frankreich         |                    |
| Olympische Normzeit (OQT): 22,01 s     | 2      | Großbritannien     |                    |
| Olympische Normzeit (OQT): 22,01 s     | 2      | Italien            |                    |
| Olympische Normzeit (OQT): 22,01 s     | 2      | Vereinigte Staaten |                    |
| Olympische Normzeit (OQT): 22,01 s     | 1      | Algerien           | Oussama Sahnoune   |
| Olympische Normzeit (OQT): 22,01 s     | 1      | Ägypten            | Ali Khalafalla     |
| Olympische Normzeit (OQT): 22,01 s     | 1      | Brasilien          |                    |
| Olympische Normzeit (OQT): 22,01 s     | 1      | Deutschland        |                    |
| Olympische Normzeit (OQT): 22,01 s     | 1      | Griechenland       | Kristian Gkolomeev |
| Olympische Normzeit (OQT): 22,01 s     | 1      | Israel             | Meiron Cheruti     |
| Olympische Normzeit (OQT): 22,01 s     | 1      | Japan              |                    |
| Olympische Normzeit (OQT): 22,01 s     | 1      | Niederlande        |                    |
| Olympische Normzeit (OQT): 22,01 s     | 1      | Polen              | Paweł Juraszek     |
| Olympische Normzeit (OQT): 22,01 s     | 1      | ROC                |                    |
| Olympische Normzeit (OQT): 22,01 s     | 1      | Südafrika          |                    |
| Olympische Normzeit (OQT): 22,01 s     | 1      | Spanien            |                    |
| Olympische Normzeit (OQT): 22,01 s     | 1      | Ungarn             |                    |
| Olympische Standardzeit (OST): 22,67 s |        |                    |                    |
| Allgemeine Startplätze                 |        |                    |                    |
| Gesamt                                 | 21     | 17                 | 5                  |

#### 100 m Freistil
| Qualifikationsstandard                 | Plätze | Qualifizierte       | Qualifizierte    |
| Qualifikationsstandard                 | Plätze | Nation              | Athleten         |
| -------------------------------------- | ------ | ------------------- | ---------------- |
| Olympische Normzeit (OQT): 48,57 s     | 2      | Australien          |                  |
| Olympische Normzeit (OQT): 48,57 s     | 2      | Brasilien           |                  |
| Olympische Normzeit (OQT): 48,57 s     | 2      | Frankreich          |                  |
| Olympische Normzeit (OQT): 48,57 s     | 2      | Italien             |                  |
| Olympische Normzeit (OQT): 48,57 s     | 2      | Japan               |                  |
| Olympische Normzeit (OQT): 48,57 s     | 2      | ROC                 |                  |
| Olympische Normzeit (OQT): 48,57 s     | 2      | Vereinigte Staaten  |                  |
| Olympische Normzeit (OQT): 48,57 s     | 1      | Algerien            | Oussama Sahnoune |
| Olympische Normzeit (OQT): 48,57 s     | 1      | Belgien             | Pieter Timmers   |
| Olympische Normzeit (OQT): 48,57 s     | 1      | China               |                  |
| Olympische Normzeit (OQT): 48,57 s     | 1      | Großbritannien      |                  |
| Olympische Normzeit (OQT): 48,57 s     | 1      | Kanada              |                  |
| Olympische Normzeit (OQT): 48,57 s     | 1      | Niederlande         |                  |
| Olympische Normzeit (OQT): 48,57 s     | 1      | Trinidad und Tobago | Dylan Carter     |
| Olympische Normzeit (OQT): 48,57 s     | 1      | Ungarn              |                  |
| Olympische Standardzeit (OST): 50,03 s |        |                     |                  |
| Allgemeine Startplätze                 |        |                     |                  |
| Gesamt                                 | 22     | 15                  | 3                |

#### 200 m Freistil
| Qualifikationsstandard                     | Plätze | Qualifizierte      | Qualifizierte   |
| Qualifikationsstandard                     | Plätze | Nation             | Athleten        |
| ------------------------------------------ | ------ | ------------------ | --------------- |
| Olympische Normzeit (OQT): 1:47,02 min     | 2      | Australien         |                 |
| Olympische Normzeit (OQT): 1:47,02 min     | 2      | Brasilien          |                 |
| Olympische Normzeit (OQT): 1:47,02 min     | 2      | China              |                 |
| Olympische Normzeit (OQT): 1:47,02 min     | 2      | Großbritannien     |                 |
| Olympische Normzeit (OQT): 1:47,02 min     | 2      | Italien            |                 |
| Olympische Normzeit (OQT): 1:47,02 min     | 2      | Ungarn             |                 |
| Olympische Normzeit (OQT): 1:47,02 min     | 2      | ROC                |                 |
| Olympische Normzeit (OQT): 1:47,02 min     | 2      | Vereinigte Staaten |                 |
| Olympische Normzeit (OQT): 1:47,02 min     | 1      | Deutschland        | Jacob Heidtmann |
| Olympische Normzeit (OQT): 1:47,02 min     | 1      | Japan              |                 |
| Olympische Normzeit (OQT): 1:47,02 min     | 1      | Kanada             |                 |
| Olympische Normzeit (OQT): 1:47,02 min     | 1      | Litauen            | Danas Rapšys    |
| Olympische Normzeit (OQT): 1:47,02 min     | 1      | Niederlande        |                 |
| Olympische Standardzeit (OST): 1:50,23 min |        |                    |                 |
| Allgemeine Startplätze                     |        |                    |                 |
| Gesamt                                     | 21     | 13                 | 1               |

#### 400 m Freistil
| Qualifikationsstandard                     | Plätze | Qualifizierte      | Qualifizierte |
| Qualifikationsstandard                     | Plätze | Nation             | Athleten      |
| ------------------------------------------ | ------ | ------------------ | ------------- |
| Olympische Normzeit (OQT): 3:46,78 min     | 2      | Australien         |               |
| Olympische Normzeit (OQT): 3:46,78 min     | 2      | China              |               |
| Olympische Normzeit (OQT): 3:46,78 min     | 2      | Italien            |               |
| Olympische Normzeit (OQT): 3:46,78 min     | 2      | ROC                |               |
| Olympische Normzeit (OQT): 3:46,78 min     | 1      | Deutschland        | Lukas Märtens |
| Olympische Normzeit (OQT): 3:46,78 min     | 1      | Litauen            | Danas Rapšys  |
| Olympische Normzeit (OQT): 3:46,78 min     | 1      | Vereinigte Staaten |               |
| Olympische Standardzeit (OST): 3:53,58 min |        |                    |               |
| Allgemeine Startplätze                     |        |                    |               |
| Gesamt                                     | 11     | 7                  | 1             |

#### 800 m Freistil
| Qualifikationsstandard                     | Plätze | Qualifizierte      | Qualifizierte                      |
| Qualifikationsstandard                     | Plätze | Nation             | Athleten                           |
| ------------------------------------------ | ------ | ------------------ | ---------------------------------- |
| Olympische Normzeit (OQT): 7:54,31 min     | 2      | Australien         |                                    |
| Olympische Normzeit (OQT): 7:54,31 min     | 2      | Dänemark           |                                    |
| Olympische Normzeit (OQT): 7:54,31 min     | 2      | Deutschland        | Florian Wellbrock                  |
| Olympische Normzeit (OQT): 7:54,31 min     | 2      | Frankreich         |                                    |
| Olympische Normzeit (OQT): 7:54,31 min     | 2      | Italien            |                                    |
| Olympische Normzeit (OQT): 7:54,31 min     | 2      | ROC                |                                    |
| Olympische Normzeit (OQT): 7:54,31 min     | 2      | Ukraine            | Serhij Frolow Mychajlo Romantschuk |
| Olympische Normzeit (OQT): 7:54,31 min     | 2      | Vereinigte Staaten |                                    |
| Olympische Normzeit (OQT): 7:54,31 min     | 1      | Brasilien          |                                    |
| Olympische Normzeit (OQT): 7:54,31 min     | 1      | China              |                                    |
| Olympische Normzeit (OQT): 7:54,31 min     | 1      | Großbritannien     |                                    |
| Olympische Normzeit (OQT): 7:54,31 min     | 1      | Kroatien           | Franko Grgić                       |
| Olympische Normzeit (OQT): 7:54,31 min     | 1      | Norwegen           | Henrik Christiansen                |
| Olympische Normzeit (OQT): 7:54,31 min     | 1      | Österreich         | Felix Auböck                       |
| Olympische Normzeit (OQT): 7:54,31 min     | 1      | Polen              | Wojciech Wojdak                    |
| Olympische Normzeit (OQT): 7:54,31 min     | 1      | Serbien            | Vuk Čelić                          |
| Olympische Normzeit (OQT): 7:54,31 min     | 1      | Tschechien         | Jan Micka                          |
| Olympische Normzeit (OQT): 7:54,31 min     | 1      | Vietnam            | Nguyễn Huy Hoàng                   |
| Olympische Standardzeit (OST): 8:08,54 min | 1      |                    |                                    |
| Allgemeine Startplätze                     | 1      |                    |                                    |
| Gesamt                                     | 26     | 19                 | 9                                  |

#### 1500 m Freistil
| Qualifikationsstandard                      | Plätze | Qualifizierte      | Qualifizierte                      |
| Qualifikationsstandard                      | Plätze | Nation             | Athleten                           |
| ------------------------------------------- | ------ | ------------------ | ---------------------------------- |
| Olympische Normzeit (OQT): 15:00,99 min     | 2      | Dänemark           |                                    |
| Olympische Normzeit (OQT): 15:00,99 min     | 2      | Deutschland        | Florian Wellbrock Lukas Märtens    |
| Olympische Normzeit (OQT): 15:00,99 min     | 2      | Frankreich         |                                    |
| Olympische Normzeit (OQT): 15:00,99 min     | 2      | Italien            |                                    |
| Olympische Normzeit (OQT): 15:00,99 min     | 2      | Kroatien           | Franko Grgić Marin Mogić           |
| Olympische Normzeit (OQT): 15:00,99 min     | 2      | Ukraine            | Serhij Frolow Mychajlo Romantschuk |
| Olympische Normzeit (OQT): 15:00,99 min     | 2      | Vereinigte Staaten |                                    |
| Olympische Normzeit (OQT): 15:00,99 min     | 1      | Australien         |                                    |
| Olympische Normzeit (OQT): 15:00,99 min     | 1      | Brasilien          |                                    |
| Olympische Normzeit (OQT): 15:00,99 min     | 1      | China              |                                    |
| Olympische Normzeit (OQT): 15:00,99 min     | 1      | Großbritannien     |                                    |
| Olympische Normzeit (OQT): 15:00,99 min     | 1      | Norwegen           | Henrik Christiansen                |
| Olympische Normzeit (OQT): 15:00,99 min     | 1      | ROC                |                                    |
| Olympische Normzeit (OQT): 15:00,99 min     | 1      | Tschechien         | Jan Micka                          |
| Olympische Normzeit (OQT): 15:00,99 min     | 1      | Ungarn             |                                    |
| Olympische Standardzeit (OST): 15:28,02 min |        |                    |                                    |
| Allgemeine Startplätze                      |        |                    |                                    |
| Gesamt                                      | 22     | 15                 | 6                                  |

#### 100 m Rücken
| Qualifikationsstandard                 | Plätze | Qualifizierte      | Qualifizierte               |
| Qualifikationsstandard                 | Plätze | Nation             | Athleten                    |
| -------------------------------------- | ------ | ------------------ | --------------------------- |
| Olympische Normzeit (OQT): 53,85 s     | 2      | Australien         |                             |
| Olympische Normzeit (OQT): 53,85 s     | 2      | Rumänien           | Robert Glință Daniel Martin |
| Olympische Normzeit (OQT): 53,85 s     | 2      | ROC                |                             |
| Olympische Normzeit (OQT): 53,85 s     | 2      | Vereinigte Staaten |                             |
| Olympische Normzeit (OQT): 53,85 s     | 1      | China              |                             |
| Olympische Normzeit (OQT): 53,85 s     | 1      | Frankreich         |                             |
| Olympische Normzeit (OQT): 53,85 s     | 1      | Griechenland       | Apostolos Christou          |
| Olympische Normzeit (OQT): 53,85 s     | 1      | Großbritannien     |                             |
| Olympische Normzeit (OQT): 53,85 s     | 1      | Kanada             |                             |
| Olympische Normzeit (OQT): 53,85 s     | 1      | Irland             | Shane Ryan                  |
| Olympische Normzeit (OQT): 53,85 s     | 1      | Israel             | Yakov Toumarkin             |
| Olympische Normzeit (OQT): 53,85 s     | 1      | Italien            |                             |
|                                        | 1      | Belarus            | Mikita Zmyh                 |
| Olympische Standardzeit (OST): 55,47 s |        |                    |                             |
| Allgemeine Startplätze                 |        |                    |                             |
| Gesamt                                 | 18     | 13                 | 5                           |

#### 200 m Rücken
| Qualifikationsstandard                     | Plätze | Qualifizierte      | Qualifizierte    |
| Qualifikationsstandard                     | Plätze | Nation             | Athleten         |
| ------------------------------------------ | ------ | ------------------ | ---------------- |
| Olympische Normzeit (OQT): 1:57,50 min     | 2      | Australien         |                  |
| Olympische Normzeit (OQT): 1:57,50 min     | 2      | China              |                  |
| Olympische Normzeit (OQT): 1:57,50 min     | 2      | Japan              |                  |
| Olympische Normzeit (OQT): 1:57,50 min     | 2      | ROC                |                  |
| Olympische Normzeit (OQT): 1:57,50 min     | 2      | Vereinigte Staaten |                  |
| Olympische Normzeit (OQT): 1:57,50 min     | 1      | Deutschland        | Christian Diener |
| Olympische Normzeit (OQT): 1:57,50 min     | 1      | Großbritannien     |                  |
| Olympische Normzeit (OQT): 1:57,50 min     | 1      | Kanada             |                  |
| Olympische Normzeit (OQT): 1:57,50 min     | 1      | Italien            |                  |
| Olympische Normzeit (OQT): 1:57,50 min     | 1      | Polen              | Radosław Kawęcki |
| Olympische Normzeit (OQT): 1:57,50 min     | 1      | Ungarn             |                  |
| Olympische Standardzeit (OST): 2:01,03 min |        |                    |                  |
| Allgemeine Startplätze                     |        |                    |                  |
| Gesamt                                     | 16     | 11                 | 1                |

#### 100 m Brust
| Qualifikationsstandard                     | Plätze | Qualifizierte      | Qualifizierte       |
| Qualifikationsstandard                     | Plätze | Nation             | Athleten            |
| ------------------------------------------ | ------ | ------------------ | ------------------- |
| Olympische Normzeit (OQT): 59,93 s         | 2      | Brasilien          |                     |
| Olympische Normzeit (OQT): 59,93 s         | 2      | China              |                     |
| Olympische Normzeit (OQT): 59,93 s         | 2      | Großbritannien     |                     |
| Olympische Normzeit (OQT): 59,93 s         | 2      | Italien            |                     |
| Olympische Normzeit (OQT): 59,93 s         | 2      | Japan              |                     |
| Olympische Normzeit (OQT): 59,93 s         | 2      | ROC                |                     |
| Olympische Normzeit (OQT): 59,93 s         | 2      | Vereinigte Staaten |                     |
| Olympische Normzeit (OQT): 59,93 s         | 1      | Australien         |                     |
| Olympische Normzeit (OQT): 59,93 s         | 1      | Dänemark           |                     |
| Olympische Normzeit (OQT): 59,93 s         | 1      | Irland             | Darragh Greene      |
| Olympische Normzeit (OQT): 59,93 s         | 1      | Kasachstan         | Dmitri Balandin     |
| Olympische Normzeit (OQT): 59,93 s         | 1      | Litauen            | Andrius Šidlauskas  |
| Olympische Normzeit (OQT): 59,93 s         | 1      | Niederlande        |                     |
| Olympische Normzeit (OQT): 59,93 s         | 1      | Serbien            | Čaba Silađi         |
| Olympische Normzeit (OQT): 59,93 s         | 1      | Südafrika          |                     |
| Olympische Normzeit (OQT): 59,93 s         | 1      | Türkei             | Berkay Ömer Öğretir |
| Olympische Normzeit (OQT): 59,93 s         | 1      | Belarus            | Ilja Schymanowitsch |
| Olympische Standardzeit (OST): 1:01,73 min |        |                    |                     |
| Allgemeine Startplätze                     |        |                    |                     |
| Gesamt                                     | 24     | 16                 | 6                   |

#### 200 m Brust
| Qualifikationsstandard                     | Plätze | Qualifizierte      | Qualifizierte      |
| Qualifikationsstandard                     | Plätze | Nation             | Athleten           |
| ------------------------------------------ | ------ | ------------------ | ------------------ |
| Olympische Normzeit (OQT): 2:10,35 min     | 2      | Australien         |                    |
| Olympische Normzeit (OQT): 2:10,35 min     | 2      | China              |                    |
| Olympische Normzeit (OQT): 2:10,35 min     | 2      | Deutschland        | Marco Koch         |
| Olympische Normzeit (OQT): 2:10,35 min     | 2      | Großbritannien     |                    |
| Olympische Normzeit (OQT): 2:10,35 min     | 2      | Japan              |                    |
| Olympische Normzeit (OQT): 2:10,35 min     | 2      | ROC                |                    |
| Olympische Normzeit (OQT): 2:10,35 min     | 2      | Vereinigte Staaten |                    |
| Olympische Normzeit (OQT): 2:10,35 min     | 1      | Finnland           | Matti Mattsson     |
| Olympische Normzeit (OQT): 2:10,35 min     | 1      | Irland             | Darragh Greene     |
| Olympische Normzeit (OQT): 2:10,35 min     | 1      | Island             | Anton Sveinn McKee |
| Olympische Normzeit (OQT): 2:10,35 min     | 1      | Italien            |                    |
| Olympische Normzeit (OQT): 2:10,35 min     | 1      | Kasachstan         | Dmitri Balandin    |
| Olympische Normzeit (OQT): 2:10,35 min     | 1      | Niederlande        |                    |
| Olympische Normzeit (OQT): 2:10,35 min     | 1      | Schweden           |                    |
| Olympische Normzeit (OQT): 2:10,35 min     | 1      | Ukraine            | Mykyta Koptyelov   |
| Olympische Standardzeit (OST): 2:14,26 min |        |                    |                    |
| Allgemeine Startplätze                     |        |                    |                    |
| Gesamt                                     | 22     | 15                 | 5                  |

#### 100 m Schmetterling
| Qualifikationsstandard                 | Plätze | Qualifizierte      | Qualifizierte   |
| Qualifikationsstandard                 | Plätze | Nation             | Athleten        |
| -------------------------------------- | ------ | ------------------ | --------------- |
| Olympische Normzeit (OQT): 51,96 s     | 2      | Australien         |                 |
| Olympische Normzeit (OQT): 51,96 s     | 2      | Italien            |                 |
| Olympische Normzeit (OQT): 51,96 s     | 2      | ROC                |                 |
| Olympische Normzeit (OQT): 51,96 s     | 2      | Ungarn             |                 |
| Olympische Normzeit (OQT): 51,96 s     | 2      | Vereinigte Staaten |                 |
| Olympische Normzeit (OQT): 51,96 s     | 1      | Argentinien        | Santiago Grassi |
| Olympische Normzeit (OQT): 51,96 s     | 1      | Brasilien          |                 |
| Olympische Normzeit (OQT): 51,96 s     | 1      | China              |                 |
| Olympische Normzeit (OQT): 51,96 s     | 1      | Deutschland        |                 |
| Olympische Normzeit (OQT): 51,96 s     | 1      | Frankreich         |                 |
| Olympische Normzeit (OQT): 51,96 s     | 1      | Großbritannien     |                 |
| Olympische Normzeit (OQT): 51,96 s     | 1      | Guatemala          | Luis Martínez   |
| Olympische Normzeit (OQT): 51,96 s     | 1      | Japan              |                 |
| Olympische Normzeit (OQT): 51,96 s     | 1      | Südafrika          |                 |
| Olympische Standardzeit (OST): 53,52 s | 1      |                    |                 |
| Allgemeine Startplätze                 | 1      |                    |                 |
| Gesamt                                 | 19     | 12                 | 2               |

#### 200 m Schmetterling
| Qualifikationsstandard                     | Plätze | Qualifizierte      | Qualifizierte |
| Qualifikationsstandard                     | Plätze | Nation             | Athleten      |
| ------------------------------------------ | ------ | ------------------ | ------------- |
| Olympische Normzeit (OQT): 1:56,48 min     | 2      | Australien         |               |
| Olympische Normzeit (OQT): 1:56,48 min     | 2      | Japan              |               |
| Olympische Normzeit (OQT): 1:56,48 min     | 2      | Ungarn             |               |
| Olympische Normzeit (OQT): 1:56,48 min     | 2      | Vereinigte Staaten |               |
| Olympische Normzeit (OQT): 1:56,48 min     | 1      | Belgien            | Louis Croenen |
| Olympische Normzeit (OQT): 1:56,48 min     | 1      | Brasilien          |               |
| Olympische Normzeit (OQT): 1:56,48 min     | 1      | Bulgarien          | Antani Iwanow |
| Olympische Normzeit (OQT): 1:56,48 min     | 1      | Deutschland        |               |
| Olympische Normzeit (OQT): 1:56,48 min     | 1      | Italien            |               |
| Olympische Normzeit (OQT): 1:56,48 min     | 1      | Polen              |               |
| Olympische Normzeit (OQT): 1:56,48 min     | 1      | ROC                |               |
| Olympische Normzeit (OQT): 1:56,48 min     | 1      | Südafrika          |               |
| Olympische Normzeit (OQT): 1:56,48 min     | 1      | Ukraine            | Denys Kesil   |
| Olympische Standardzeit (OST): 1:59,97 min |        |                    |               |
| Allgemeine Startplätze                     |        |                    |               |
| Gesamt                                     | 16     | 13                 | 3             |

#### 200 m Lagen
| Qualifikationsstandard                     | Plätze | Qualifizierte      | Qualifizierte                        |
| Qualifikationsstandard                     | Plätze | Nation             | Athleten                             |
| ------------------------------------------ | ------ | ------------------ | ------------------------------------ |
| Olympische Normzeit (OQT): 1:59,67 min     | 2      | Australien         |                                      |
| Olympische Normzeit (OQT): 1:59,67 min     | 2      | China              |                                      |
| Olympische Normzeit (OQT): 1:59,67 min     | 2      | Griechenland       | Andreas Vazaios Apostolos Papastamos |
| Olympische Normzeit (OQT): 1:59,67 min     | 2      | Großbritannien     |                                      |
| Olympische Normzeit (OQT): 1:59,67 min     | 2      | Japan              | Daiya Seto                           |
| Olympische Normzeit (OQT): 1:59,67 min     | 2      | Portugal           | Gabriel Lopes Alexis Santos          |
| Olympische Normzeit (OQT): 1:59,67 min     | 2      | Ungarn             |                                      |
| Olympische Normzeit (OQT): 1:59,67 min     | 2      | Vereinigte Staaten |                                      |
| Olympische Normzeit (OQT): 1:59,67 min     | 1      | Brasilien          |                                      |
| Olympische Normzeit (OQT): 1:59,67 min     | 1      | Chinesisch Taipeh  | Wang Hsing-hao                       |
| Olympische Normzeit (OQT): 1:59,67 min     | 1      | Deutschland        | Jacob Heidtmann                      |
| Olympische Normzeit (OQT): 1:59,67 min     | 1      | Italien            |                                      |
| Olympische Normzeit (OQT): 1:59,67 min     | 1      | Litauen            | Danas Rapšys                         |
| Olympische Normzeit (OQT): 1:59,67 min     | 1      | Luxemburg          | Raphaël Stacchiotti                  |
| Olympische Normzeit (OQT): 1:59,67 min     | 1      | ROC                |                                      |
| Olympische Normzeit (OQT): 1:59,67 min     | 1      | Schweiz            | Jérémy Desplanches                   |
| Olympische Normzeit (OQT): 1:59,67 min     | 1      | Spanien            |                                      |
| Olympische Standardzeit (OST): 2:03,26 min |        |                    |                                      |
| Allgemeine Startplätze                     |        |                    |                                      |
| Gesamt                                     | 25     | 17                 | 9                                    |

#### 400 m Lagen
| Qualifikationsstandard                     | Plätze | Qualifizierte      | Qualifizierte        |
| Qualifikationsstandard                     | Plätze | Nation             | Athleten             |
| ------------------------------------------ | ------ | ------------------ | -------------------- |
| Olympische Normzeit (OQT): 4:15,84 min     | 2      | Japan              | Daiya Seto           |
| Olympische Normzeit (OQT): 4:15,84 min     | 2      | Ungarn             |                      |
| Olympische Normzeit (OQT): 4:15,84 min     | 2      | Vereinigte Staaten |                      |
| Olympische Normzeit (OQT): 4:15,84 min     | 1      | Aserbaidschan      | Maksym Schemberew    |
| Olympische Normzeit (OQT): 4:15,84 min     | 1      | Australien         |                      |
| Olympische Normzeit (OQT): 4:15,84 min     | 1      | Deutschland        | Jacob Heidtmann      |
| Olympische Normzeit (OQT): 4:15,84 min     | 1      | Griechenland       | Apostolos Papastamos |
| Olympische Normzeit (OQT): 4:15,84 min     | 1      | Großbritannien     |                      |
| Olympische Normzeit (OQT): 4:15,84 min     | 1      | Italien            |                      |
| Olympische Normzeit (OQT): 4:15,84 min     | 1      | Neuseeland         |                      |
| Olympische Normzeit (OQT): 4:15,84 min     | 1      | Niederlande        |                      |
| Olympische Normzeit (OQT): 4:15,84 min     | 1      | ROC                |                      |
| Olympische Normzeit (OQT): 4:15,84 min     | 1      | Schweiz            | Jérémy Desplanches   |
| Olympische Normzeit (OQT): 4:15,84 min     | 1      | Spanien            |                      |
| Olympische Standardzeit (OST): 4:21,46 min |        |                    |                      |
| Allgemeine Startplätze                     |        |                    |                      |
| Gesamt                                     | 17     | 14                 | 4                    |

### Frauen

#### 50 m Freistil
| Qualifikationsstandard                 | Plätze | Qualifizierte      | Qualifizierte |
| Qualifikationsstandard                 | Plätze | Nation             | Athleten      |
| -------------------------------------- | ------ | ------------------ | ------------- |
| Olympische Normzeit (OQT): 24,77 s     | 2      | Australien         |               |
| Olympische Normzeit (OQT): 24,77 s     | 2      | China              |               |
| Olympische Normzeit (OQT): 24,77 s     | 2      | Niederlande        |               |
| Olympische Normzeit (OQT): 24,77 s     | 2      | Schweden           |               |
| Olympische Normzeit (OQT): 24,77 s     | 2      | Vereinigte Staaten |               |
| Olympische Normzeit (OQT): 24,77 s     | 1      | Dänemark           |               |
| Olympische Normzeit (OQT): 24,77 s     | 1      | Frankreich         |               |
| Olympische Normzeit (OQT): 24,77 s     | 1      | Großbritannien     |               |
| Olympische Normzeit (OQT): 24,77 s     | 1      | ROC                |               |
| Olympische Standardzeit (OST): 25,51 s |        |                    |               |
| Allgemeine Startplätze                 |        |                    |               |
| Gesamt                                 | 14     | 10                 |               |

#### 100 m Freistil
| Qualifikationsstandard                 | Plätze | Qualifizierte      | Qualifizierte     |
| Qualifikationsstandard                 | Plätze | Nation             | Athleten          |
| -------------------------------------- | ------ | ------------------ | ----------------- |
| Olympische Normzeit (OQT): 54,38 s     | 2      | Australien         |                   |
| Olympische Normzeit (OQT): 54,38 s     | 2      | China              |                   |
| Olympische Normzeit (OQT): 54,38 s     | 2      | Dänemark           |                   |
| Olympische Normzeit (OQT): 54,38 s     | 2      | Frankreich         |                   |
| Olympische Normzeit (OQT): 54,38 s     | 2      | Großbritannien     |                   |
| Olympische Normzeit (OQT): 54,38 s     | 2      | Kanada             |                   |
| Olympische Normzeit (OQT): 54,38 s     | 2      | Niederlande        |                   |
| Olympische Normzeit (OQT): 54,38 s     | 2      | Schweden           |                   |
| Olympische Normzeit (OQT): 54,38 s     | 2      | Vereinigte Staaten |                   |
| Olympische Normzeit (OQT): 54,38 s     | 1      | Hongkong           | Siobhan Haughey   |
| Olympische Normzeit (OQT): 54,38 s     | 1      | Italien            |                   |
| Olympische Normzeit (OQT): 54,38 s     | 1      | ROC                |                   |
| Olympische Normzeit (OQT): 54,38 s     | 1      | Tschechien         | Barbora Seemanová |
| Olympische Standardzeit (OST): 56,01 s |        |                    |                   |
| Allgemeine Startplätze                 |        |                    |                   |
| Gesamt                                 | 22     | 13                 | 2                 |

#### 200 m Freistil
| Qualifikationsstandard                     | Plätze | Qualifizierte      | Qualifizierte     |
| Qualifikationsstandard                     | Plätze | Nation             | Athleten          |
| ------------------------------------------ | ------ | ------------------ | ----------------- |
| Olympische Normzeit (OQT): 1:57,28 min     | 2      | Australien         |                   |
| Olympische Normzeit (OQT): 1:57,28 min     | 2      | China              |                   |
| Olympische Normzeit (OQT): 1:57,28 min     | 2      | Kanada             |                   |
| Olympische Normzeit (OQT): 1:57,28 min     | 2      | ROC                |                   |
| Olympische Normzeit (OQT): 1:57,28 min     | 2      | Vereinigte Staaten |                   |
| Olympische Normzeit (OQT): 1:57,28 min     | 1      | Frankreich         |                   |
| Olympische Normzeit (OQT): 1:57,28 min     | 1      | Hongkong           | Siobhan Haughey   |
| Olympische Normzeit (OQT): 1:57,28 min     | 1      | Italien            |                   |
| Olympische Normzeit (OQT): 1:57,28 min     | 1      | Japan              |                   |
| Olympische Normzeit (OQT): 1:57,28 min     | 1      | Niederlande        |                   |
| Olympische Normzeit (OQT): 1:57,28 min     | 1      | Schweden           |                   |
| Olympische Normzeit (OQT): 1:57,28 min     | 1      | Tschechien         | Barbora Seemanová |
| Olympische Normzeit (OQT): 1:57,28 min     | 1      | Ungarn             |                   |
| Olympische Standardzeit (OST): 2:00,80 min |        |                    |                   |
| Allgemeine Startplätze                     |        |                    |                   |
| Gesamt                                     | 22     | 13                 | 2                 |

#### 400 m Freistil
| Qualifikationsstandard                     | Plätze | Qualifizierte      | Qualifizierte       |
| Qualifikationsstandard                     | Plätze | Nation             | Athleten            |
| ------------------------------------------ | ------ | ------------------ | ------------------- |
| Olympische Normzeit (OQT): 4:07,90 min     | 2      | Australien         |                     |
| Olympische Normzeit (OQT): 4:07,90 min     | 2      | China              |                     |
| Olympische Normzeit (OQT): 4:07,90 min     | 2      | Deutschland        |                     |
| Olympische Normzeit (OQT): 4:07,90 min     | 2      | ROC                |                     |
| Olympische Normzeit (OQT): 4:07,90 min     | 2      | Ungarn             |                     |
| Olympische Normzeit (OQT): 4:07,90 min     | 2      | Vereinigte Staaten |                     |
| Olympische Normzeit (OQT): 4:07,90 min     | 1      | Argentinien        | Delfina Pignatiello |
| Olympische Normzeit (OQT): 4:07,90 min     | 1      | Italien            |                     |
| Olympische Normzeit (OQT): 4:07,90 min     | 1      | Spanien            |                     |
| Olympische Standardzeit (OST): 4:15,34 min |        |                    |                     |
| Allgemeine Startplätze                     |        |                    |                     |
| Gesamt                                     | 15     | 9                  | 1                   |

#### 800 m Freistil
| Qualifikationsstandard                     | Plätze | Qualifizierte      | Qualifizierte       |
| Qualifikationsstandard                     | Plätze | Nation             | Athleten            |
| ------------------------------------------ | ------ | ------------------ | ------------------- |
| Olympische Normzeit (OQT): 8:33,36 min     | 2      | Australien         |                     |
| Olympische Normzeit (OQT): 8:33,36 min     | 2      | China              |                     |
| Olympische Normzeit (OQT): 8:33,36 min     | 2      | Deutschland        |                     |
| Olympische Normzeit (OQT): 8:33,36 min     | 2      | Italien            |                     |
| Olympische Normzeit (OQT): 8:33,36 min     | 2      | Japan              |                     |
| Olympische Normzeit (OQT): 8:33,36 min     | 2      | Spanien            |                     |
| Olympische Normzeit (OQT): 8:33,36 min     | 2      | Vereinigte Staaten |                     |
| Olympische Normzeit (OQT): 8:33,36 min     | 1      | Argentinien        | Delfina Pignatiello |
| Olympische Normzeit (OQT): 8:33,36 min     | 1      | Liechtenstein      |                     |
| Olympische Normzeit (OQT): 8:33,36 min     | 1      | ROC                | Julia Hassler       |
| Olympische Normzeit (OQT): 8:33,36 min     | 1      | Slowenien          | Tjaša Oder          |
| Olympische Normzeit (OQT): 8:33,36 min     | 1      | Türkei             | Beril Böcekler      |
| Olympische Normzeit (OQT): 8:33,36 min     | 1      | Ungarn             |                     |
| Olympische Standardzeit (OST): 8:48,76 min |        |                    |                     |
| Allgemeine Startplätze                     |        |                    |                     |
| Gesamt                                     | 20     | 12                 | 4                   |

#### 1500 m Freistil
| Qualifikationsstandard                      | Plätze | Qualifizierte      | Qualifizierte             |
| Qualifikationsstandard                      | Plätze | Nation             | Athleten                  |
| ------------------------------------------- | ------ | ------------------ | ------------------------- |
| Olympische Normzeit (OQT): 16:32,04 min     | 2      | Australien         |                           |
| Olympische Normzeit (OQT): 16:32,04 min     | 2      | China              |                           |
| Olympische Normzeit (OQT): 16:32,04 min     | 2      | Deutschland        |                           |
| Olympische Normzeit (OQT): 16:32,04 min     | 2      | Italien            |                           |
| Olympische Normzeit (OQT): 16:32,04 min     | 2      | Japan              |                           |
| Olympische Normzeit (OQT): 16:32,04 min     | 2      | Kanada             |                           |
| Olympische Normzeit (OQT): 16:32,04 min     | 2      | Portugal           | Diana Durães Tamila Holub |
| Olympische Normzeit (OQT): 16:32,04 min     | 2      | Spanien            |                           |
| Olympische Normzeit (OQT): 16:32,04 min     | 2      | Ungarn             |                           |
| Olympische Normzeit (OQT): 16:32,04 min     | 2      | Vereinigte Staaten |                           |
| Olympische Normzeit (OQT): 16:32,04 min     | 1      | Argentinien        | Delfina Pignatiello       |
| Olympische Normzeit (OQT): 16:32,04 min     | 1      | Brasilien          |                           |
| Olympische Normzeit (OQT): 16:32,04 min     | 1      | Chile              | Kristel Köbrich           |
| Olympische Normzeit (OQT): 16:32,04 min     | 1      | Österreich         | Marlene Kahler            |
| Olympische Normzeit (OQT): 16:32,04 min     | 1      | Frankreich         |                           |
| Olympische Normzeit (OQT): 16:32,04 min     | 1      | Liechtenstein      | Julia Hassler             |
| Olympische Normzeit (OQT): 16:32,04 min     | 1      | ROC                |                           |
| Olympische Normzeit (OQT): 16:32,04 min     | 1      | Slowenien          | Tjaša Oder                |
| Olympische Normzeit (OQT): 16:32,04 min     | 1      | Türkei             | Beril Böcekler            |
| Olympische Standardzeit (OST): 17:01,80 min |        |                    |                           |
| Allgemeine Startplätze                      |        |                    |                           |
| Gesamt                                      | 29     | 15                 | 8                         |

#### 100 m Rücken
| Qualifikationsstandard                     | Plätze | Qualifizierte      | Qualifizierte |
| Qualifikationsstandard                     | Plätze | Nation             | Athleten      |
| ------------------------------------------ | ------ | ------------------ | ------------- |
| Olympische Normzeit (OQT): 1:00,25 min     | 2      | Australien         |               |
| Olympische Normzeit (OQT): 1:00,25 min     | 2      | China              |               |
| Olympische Normzeit (OQT): 1:00,25 min     | 2      | Italien            |               |
| Olympische Normzeit (OQT): 1:00,25 min     | 2      | Kanada             |               |
| Olympische Normzeit (OQT): 1:00,25 min     | 2      | ROC                |               |
| Olympische Normzeit (OQT): 1:00,25 min     | 2      | Ungarn             |               |
| Olympische Normzeit (OQT): 1:00,25 min     | 2      | Vereinigte Staaten |               |
| Olympische Normzeit (OQT): 1:00,25 min     | 1      | Deutschland        |               |
| Olympische Normzeit (OQT): 1:00,25 min     | 1      | Frankreich         |               |
| Olympische Normzeit (OQT): 1:00,25 min     | 1      | Großbritannien     |               |
| Olympische Normzeit (OQT): 1:00,25 min     | 1      | Hongkong           | Stephanie Au  |
| Olympische Normzeit (OQT): 1:00,25 min     | 1      | Japan              |               |
| Olympische Normzeit (OQT): 1:00,25 min     | 1      | Niederlande        |               |
| Olympische Normzeit (OQT): 1:00,25 min     | 1      | Tschechien         | Simona Kubová |
| Olympische Standardzeit (OST): 1:02,06 min |        |                    |               |
| Allgemeine Startplätze                     |        |                    |               |
| Gesamt                                     | 21     | 14                 | 2             |

#### 200 m Rücken
| Qualifikationsstandard                     | Plätze | Qualifizierte      | Qualifizierte    |
| Qualifikationsstandard                     | Plätze | Nation             | Athleten         |
| ------------------------------------------ | ------ | ------------------ | ---------------- |
| Olympische Normzeit (OQT): 2:10,39 min     | 2      | Australien         |                  |
| Olympische Normzeit (OQT): 2:10,39 min     | 2      | China              |                  |
| Olympische Normzeit (OQT): 2:10,39 min     | 2      | Japan              |                  |
| Olympische Normzeit (OQT): 2:10,39 min     | 2      | Kanada             |                  |
| Olympische Normzeit (OQT): 2:10,39 min     | 2      | ROC                |                  |
| Olympische Normzeit (OQT): 2:10,39 min     | 2      | Ungarn             |                  |
| Olympische Normzeit (OQT): 2:10,39 min     | 2      | Vereinigte Staaten |                  |
| Olympische Normzeit (OQT): 2:10,39 min     | 1      | Großbritannien     |                  |
| Olympische Normzeit (OQT): 2:10,39 min     | 1      | Italien            |                  |
| Olympische Normzeit (OQT): 2:10,39 min     | 1      | Moldau             | Tatiana Salcuțan |
| Olympische Normzeit (OQT): 2:10,39 min     | 1      | Neuseeland         |                  |
| Olympische Normzeit (OQT): 2:10,39 min     | 1      | Österreich         | Lena Grabowski   |
| Olympische Normzeit (OQT): 2:10,39 min     | 1      | Spanien            |                  |
| Olympische Standardzeit (OST): 2:14,30 min | 1      |                    |                  |
| Allgemeine Startplätze                     | 1      |                    |                  |
| Gesamt                                     | 20     | 13                 | 2                |

#### 100 m Brust
| Qualifikationsstandard                     | Plätze | Qualifizierte      | Qualifizierte   |
| Qualifikationsstandard                     | Plätze | Nation             | Athleten        |
| ------------------------------------------ | ------ | ------------------ | --------------- |
| Olympische Normzeit (OQT): 1:07,07 min     | 2      | Großbritannien     |                 |
| Olympische Normzeit (OQT): 1:07,07 min     | 2      | Italien            |                 |
| Olympische Normzeit (OQT): 1:07,07 min     | 2      | ROC                |                 |
| Olympische Normzeit (OQT): 1:07,07 min     | 2      | Vereinigte Staaten |                 |
| Olympische Normzeit (OQT): 1:07,07 min     | 1      | Argentinien        | Julia Sebastián |
| Olympische Normzeit (OQT): 1:07,07 min     | 1      | Australien         |                 |
| Olympische Normzeit (OQT): 1:07,07 min     | 1      | Belgien            | Fanny Lecluyse  |
| Olympische Normzeit (OQT): 1:07,07 min     | 1      | China              |                 |
| Olympische Normzeit (OQT): 1:07,07 min     | 1      | Jamaika            | Alia Atkinson   |
| Olympische Normzeit (OQT): 1:07,07 min     | 1      | Kanada             |                 |
| Olympische Normzeit (OQT): 1:07,07 min     | 1      | Niederlande        |                 |
| Olympische Normzeit (OQT): 1:07,07 min     | 1      | Spanien            |                 |
| Olympische Normzeit (OQT): 1:07,07 min     | 1      | Südafrika          |                 |
| Olympische Standardzeit (OST): 1:09,08 min | 1      |                    |                 |
| Allgemeine Startplätze                     | 1      |                    |                 |
| Gesamt                                     | 17     | 12                 | 3               |

#### 200 m Brust
| Qualifikationsstandard                     | Plätze | Qualifizierte      | Qualifizierte   |
| Qualifikationsstandard                     | Plätze | Nation             | Athleten        |
| ------------------------------------------ | ------ | ------------------ | --------------- |
| Olympische Normzeit (OQT): 2:25,52 min     | 2      | Australien         |                 |
| Olympische Normzeit (OQT): 2:25,52 min     | 2      | China              |                 |
| Olympische Normzeit (OQT): 2:25,52 min     | 2      | Japan              |                 |
| Olympische Normzeit (OQT): 2:25,52 min     | 2      | Kanada             |                 |
| Olympische Normzeit (OQT): 2:25,52 min     | 2      | ROC                |                 |
| Olympische Normzeit (OQT): 2:25,52 min     | 2      | Spanien            |                 |
| Olympische Normzeit (OQT): 2:25,52 min     | 2      | Südafrika          |                 |
| Olympische Normzeit (OQT): 2:25,52 min     | 2      | Vereinigte Staaten |                 |
| Olympische Normzeit (OQT): 2:25,52 min     | 1      | Argentinien        | Julia Sebastián |
| Olympische Normzeit (OQT): 2:25,52 min     | 1      | Belgien            | Fanny Lecluyse  |
| Olympische Normzeit (OQT): 2:25,52 min     | 1      | Großbritannien     |                 |
| Olympische Normzeit (OQT): 2:25,52 min     | 1      | Italien            |                 |
| Olympische Normzeit (OQT): 2:25,52 min     | 1      | Schweiz            | Lisa Mamié      |
| Olympische Standardzeit (OST): 2:29,89 min |        |                    |                 |
| Allgemeine Startplätze                     |        |                    |                 |
| Gesamt                                     | 21     | 13                 | 3               |

#### 100 m Schmetterling
| Qualifikationsstandard                 | Plätze | Qualifizierte      | Qualifizierte         |
| Qualifikationsstandard                 | Plätze | Nation             | Athleten              |
| -------------------------------------- | ------ | ------------------ | --------------------- |
| Olympische Normzeit (OQT): 57,92 s     | 2      | Australien         |                       |
| Olympische Normzeit (OQT): 57,92 s     | 2      | Frankreich         |                       |
| Olympische Normzeit (OQT): 57,92 s     | 2      | Italien            |                       |
| Olympische Normzeit (OQT): 57,92 s     | 2      | Kanada             |                       |
| Olympische Normzeit (OQT): 57,92 s     | 2      | Schweden           |                       |
| Olympische Normzeit (OQT): 57,92 s     | 2      | Vereinigte Staaten |                       |
| Olympische Normzeit (OQT): 57,92 s     | 1      | China              |                       |
| Olympische Normzeit (OQT): 57,92 s     | 2      | Deutschland        |                       |
| Olympische Normzeit (OQT): 57,92 s     | 1      | Griechenland       | Anna Doudounaki       |
| Olympische Normzeit (OQT): 57,92 s     | 1      | ROC                |                       |
| Olympische Normzeit (OQT): 57,92 s     | 1      | Ungarn             |                       |
| Olympische Normzeit (OQT): 57,92 s     | 1      | Belarus            | Anastassija Schkurdaj |
| Olympische Standardzeit (OST): 59,66 s | 1      |                    |                       |
| Allgemeine Startplätze                 | 1      |                    |                       |
| Gesamt                                 | 18     | 12                 | 2                     |

#### 200 m Schmetterling
| Qualifikationsstandard                     | Plätze | Qualifizierte      | Qualifizierte |
| Qualifikationsstandard                     | Plätze | Nation             | Athleten      |
| ------------------------------------------ | ------ | ------------------ | ------------- |
| Olympische Normzeit (OQT): 2:08,43 min     | 2      | Australien         |               |
| Olympische Normzeit (OQT): 2:08,43 min     | 2      | China              |               |
| Olympische Normzeit (OQT): 2:08,43 min     | 2      | Großbritannien     |               |
| Olympische Normzeit (OQT): 2:08,43 min     | 2      | Japan              |               |
| Olympische Normzeit (OQT): 2:08,43 min     | 2      | Ungarn             |               |
| Olympische Normzeit (OQT): 2:08,43 min     | 2      | Vereinigte Staaten |               |
| Olympische Normzeit (OQT): 2:08,43 min     | 1      | Deutschland        |               |
| Olympische Normzeit (OQT): 2:08,43 min     | 1      | Portugal           | Ana Montero   |
| Olympische Normzeit (OQT): 2:08,43 min     | 1      | ROC                |               |
| Olympische Standardzeit (OST): 2:12,28 min |        |                    |               |
| Allgemeine Startplätze                     |        |                    |               |
| Gesamt                                     | 15     | 9                  | 1             |

#### 200 m Lagen
| Qualifikationsstandard                     | Plätze | Qualifizierte      | Qualifizierte          |
| Qualifikationsstandard                     | Plätze | Nation             | Athleten               |
| ------------------------------------------ | ------ | ------------------ | ---------------------- |
| Olympische Normzeit (OQT): 2:12,56 min     | 2      | China              |                        |
| Olympische Normzeit (OQT): 2:12,56 min     | 2      | Großbritannien     |                        |
| Olympische Normzeit (OQT): 2:12,56 min     | 2      | Japan              |                        |
| Olympische Normzeit (OQT): 2:12,56 min     | 2      | Kanada             |                        |
| Olympische Normzeit (OQT): 2:12,56 min     | 2      | Vereinigte Staaten |                        |
| Olympische Normzeit (OQT): 2:12,56 min     | 1      | Australien         |                        |
| Olympische Normzeit (OQT): 2:12,56 min     | 1      | Frankreich         |                        |
| Olympische Normzeit (OQT): 2:12,56 min     | 1      | Israel             | Anastasia Gorbenko     |
| Olympische Normzeit (OQT): 2:12,56 min     | 1      | Italien            |                        |
| Olympische Normzeit (OQT): 2:12,56 min     | 1      | Schweiz            | Maria Ugolkova         |
| Olympische Normzeit (OQT): 2:12,56 min     | 1      | Südkorea           |                        |
| Olympische Normzeit (OQT): 2:12,56 min     | 1      | Türkei             | Viktoriya Zeynep Güneş |
| Olympische Normzeit (OQT): 2:12,56 min     | 1      | Ungarn             |                        |
| Olympische Standardzeit (OST): 2:16,54 min | 1      |                    |                        |
| Allgemeine Startplätze                     | 1      |                    |                        |
| Gesamt                                     | 18     | 13                 | 3                      |

#### 400 m Lagen
| Qualifikationsstandard                     | Plätze | Qualifizierte      | Qualifizierte |
| Qualifikationsstandard                     | Plätze | Nation             | Athleten      |
| ------------------------------------------ | ------ | ------------------ | ------------- |
| Olympische Normzeit (OQT): 4:38,53 min     | 2      | Kanada             |               |
| Olympische Normzeit (OQT): 4:38,53 min     | 2      | Vereinigte Staaten |               |
| Olympische Normzeit (OQT): 4:38,53 min     | 1      | China              |               |
| Olympische Normzeit (OQT): 4:38,53 min     | 1      | Frankreich         |               |
| Olympische Normzeit (OQT): 4:38,53 min     | 1      | Italien            |               |
| Olympische Normzeit (OQT): 4:38,53 min     | 1      | Serbien            | Anja Crevar   |
| Olympische Normzeit (OQT): 4:38,53 min     | 1      | Spanien            |               |
| Olympische Normzeit (OQT): 4:38,53 min     | 1      | Ungarn             |               |
| Olympische Standardzeit (OST): 4:46,89 min |        |                    |               |
| Allgemeine Startplätze                     |        |                    |               |
| Gesamt                                     | 10     | 8                  | 1             |

## Staffel

### Männer

#### 4 × 100 m Freistil
| Qualifikationswettbewerb                                                                   | Datum               | Ort     | Plätze | Qualifizierte Staffeln |
| ------------------------------------------------------------------------------------------ | ------------------- | ------- | ------ | ---------------------- |
| Weltmeisterschaften 2019                                                                   | 12. – 28. Juli 2019 | Gwangju | 12     | Vereinigte Staaten     |
| Weltmeisterschaften 2019                                                                   | 12. – 28. Juli 2019 | Gwangju | 12     | Großbritannien         |
| Weltmeisterschaften 2019                                                                   | 12. – 28. Juli 2019 | Gwangju | 12     | ROC                    |
| Weltmeisterschaften 2019                                                                   | 12. – 28. Juli 2019 | Gwangju | 12     | Australien             |
| Weltmeisterschaften 2019                                                                   | 12. – 28. Juli 2019 | Gwangju | 12     | Italien                |
| Weltmeisterschaften 2019                                                                   | 12. – 28. Juli 2019 | Gwangju | 12     | Brasilien              |
| Weltmeisterschaften 2019                                                                   | 12. – 28. Juli 2019 | Gwangju | 12     | Frankreich             |
| Weltmeisterschaften 2019                                                                   | 12. – 28. Juli 2019 | Gwangju | 12     | Ungarn                 |
| Weltmeisterschaften 2019                                                                   | 12. – 28. Juli 2019 | Gwangju | 12     | Japan                  |
| Weltmeisterschaften 2019                                                                   | 12. – 28. Juli 2019 | Gwangju | 12     | Griechenland           |
| Weltmeisterschaften 2019                                                                   | 12. – 28. Juli 2019 | Gwangju | 12     | Deutschland            |
| Weltmeisterschaften 2019                                                                   | 12. – 28. Juli 2019 | Gwangju | 12     | Polen                  |
| Zeitschnellste Staffeln, die sich nicht über die Weltmeisterschaften qualifizieren konnten |                     |         | 4      | Kanada                 |
| Zeitschnellste Staffeln, die sich nicht über die Weltmeisterschaften qualifizieren konnten | Schweiz             |         | 4      |                        |
| Zeitschnellste Staffeln, die sich nicht über die Weltmeisterschaften qualifizieren konnten | Serbien             |         | 4      |                        |
| Zeitschnellste Staffeln, die sich nicht über die Weltmeisterschaften qualifizieren konnten | Niederlande         |         | 4      |                        |
| Gesamt                                                                                     | Gesamt              | Gesamt  | 16     | 16                     |

#### 4 × 200 m Freistil
| Qualifikationswettbewerb                                                                   | Datum               | Ort     | Plätze | Qualifizierte Staffeln |
| ------------------------------------------------------------------------------------------ | ------------------- | ------- | ------ | ---------------------- |
| Weltmeisterschaften 2019                                                                   | 12. – 28. Juli 2019 | Gwangju | 12     | Italien                |
| Weltmeisterschaften 2019                                                                   | 12. – 28. Juli 2019 | Gwangju | 12     | ROC                    |
| Weltmeisterschaften 2019                                                                   | 12. – 28. Juli 2019 | Gwangju | 12     | Vereinigte Staaten     |
| Weltmeisterschaften 2019                                                                   | 12. – 28. Juli 2019 | Gwangju | 12     | Australien             |
| Weltmeisterschaften 2019                                                                   | 12. – 28. Juli 2019 | Gwangju | 12     | China                  |
| Weltmeisterschaften 2019                                                                   | 12. – 28. Juli 2019 | Gwangju | 12     | Brasilien              |
| Weltmeisterschaften 2019                                                                   | 12. – 28. Juli 2019 | Gwangju | 12     | Großbritannien         |
| Weltmeisterschaften 2019                                                                   | 12. – 28. Juli 2019 | Gwangju | 12     | Deutschland            |
| Weltmeisterschaften 2019                                                                   | 12. – 28. Juli 2019 | Gwangju | 12     | Japan                  |
| Weltmeisterschaften 2019                                                                   | 12. – 28. Juli 2019 | Gwangju | 12     | Israel                 |
| Weltmeisterschaften 2019                                                                   | 12. – 28. Juli 2019 | Gwangju | 12     | Polen                  |
| Weltmeisterschaften 2019                                                                   | 12. – 28. Juli 2019 | Gwangju | 12     | Schweiz                |
| Zeitschnellste Staffeln, die sich nicht über die Weltmeisterschaften qualifizieren konnten |                     |         | 4      | Frankreich             |
| Zeitschnellste Staffeln, die sich nicht über die Weltmeisterschaften qualifizieren konnten | Ungarn              |         | 4      |                        |
| Zeitschnellste Staffeln, die sich nicht über die Weltmeisterschaften qualifizieren konnten | Irland              |         | 4      |                        |
| Zeitschnellste Staffeln, die sich nicht über die Weltmeisterschaften qualifizieren konnten | Südkorea            |         | 4      |                        |
| Gesamt                                                                                     | Gesamt              | Gesamt  | 16     | 16                     |

#### 4 × 100 m Lagen
| Qualifikationswettbewerb                                                                   | Datum               | Ort     | Plätze | Qualifizierte Staffeln |
| ------------------------------------------------------------------------------------------ | ------------------- | ------- | ------ | ---------------------- |
| Weltmeisterschaften 2019                                                                   | 12. – 28. Juli 2019 | Gwangju | 12     | ROC                    |
| Weltmeisterschaften 2019                                                                   | 12. – 28. Juli 2019 | Gwangju | 12     | Vereinigte Staaten     |
| Weltmeisterschaften 2019                                                                   | 12. – 28. Juli 2019 | Gwangju | 12     | Japan                  |
| Weltmeisterschaften 2019                                                                   | 12. – 28. Juli 2019 | Gwangju | 12     | Großbritannien         |
| Weltmeisterschaften 2019                                                                   | 12. – 28. Juli 2019 | Gwangju | 12     | Australien             |
| Weltmeisterschaften 2019                                                                   | 12. – 28. Juli 2019 | Gwangju | 12     | Brasilien              |
| Weltmeisterschaften 2019                                                                   | 12. – 28. Juli 2019 | Gwangju | 12     | China                  |
| Weltmeisterschaften 2019                                                                   | 12. – 28. Juli 2019 | Gwangju | 12     | Deutschland            |
| Weltmeisterschaften 2019                                                                   | 12. – 28. Juli 2019 | Gwangju | 12     | Belarus                |
| Weltmeisterschaften 2019                                                                   | 12. – 28. Juli 2019 | Gwangju | 12     | Kanada                 |
| Weltmeisterschaften 2019                                                                   | 12. – 28. Juli 2019 | Gwangju | 12     | Litauen                |
| Weltmeisterschaften 2019                                                                   | 12. – 28. Juli 2019 | Gwangju | 12     | Ungarn                 |
| Zeitschnellste Staffeln, die sich nicht über die Weltmeisterschaften qualifizieren konnten |                     |         | 4      | Italien                |
| Zeitschnellste Staffeln, die sich nicht über die Weltmeisterschaften qualifizieren konnten | Frankreich          |         | 4      |                        |
| Zeitschnellste Staffeln, die sich nicht über die Weltmeisterschaften qualifizieren konnten | Polen               |         | 4      |                        |
| Zeitschnellste Staffeln, die sich nicht über die Weltmeisterschaften qualifizieren konnten | Griechenland        |         | 4      |                        |
| Gesamt                                                                                     | Gesamt              | Gesamt  | 16     | 16                     |

### Frauen

#### 4 × 100 m Freistil
| Qualifikationswettbewerb                                                                   | Datum               | Ort     | Plätze | Qualifizierte Staffeln |
| ------------------------------------------------------------------------------------------ | ------------------- | ------- | ------ | ---------------------- |
| Weltmeisterschaften 2019                                                                   | 12. – 28. Juli 2019 | Gwangju | 12     | Australien             |
| Weltmeisterschaften 2019                                                                   | 12. – 28. Juli 2019 | Gwangju | 12     | Kanada                 |
| Weltmeisterschaften 2019                                                                   | 12. – 28. Juli 2019 | Gwangju | 12     | Schweden               |
| Weltmeisterschaften 2019                                                                   | 12. – 28. Juli 2019 | Gwangju | 12     | Vereinigte Staaten     |
| Weltmeisterschaften 2019                                                                   | 12. – 28. Juli 2019 | Gwangju | 12     | Japan                  |
| Weltmeisterschaften 2019                                                                   | 12. – 28. Juli 2019 | Gwangju | 12     | Niederlande            |
| Weltmeisterschaften 2019                                                                   | 12. – 28. Juli 2019 | Gwangju | 12     | China                  |
| Weltmeisterschaften 2019                                                                   | 12. – 28. Juli 2019 | Gwangju | 12     | Deutschland            |
| Weltmeisterschaften 2019                                                                   | 12. – 28. Juli 2019 | Gwangju | 12     | ROC                    |
| Weltmeisterschaften 2019                                                                   | 12. – 28. Juli 2019 | Gwangju | 12     | Hongkong               |
| Weltmeisterschaften 2019                                                                   | 12. – 28. Juli 2019 | Gwangju | 12     | Tschechien             |
| Weltmeisterschaften 2019                                                                   | 12. – 28. Juli 2019 | Gwangju | 12     | Polen                  |
| Zeitschnellste Staffeln, die sich nicht über die Weltmeisterschaften qualifizieren konnten |                     |         | 4      | Großbritannien         |
| Zeitschnellste Staffeln, die sich nicht über die Weltmeisterschaften qualifizieren konnten | Frankreich          |         | 4      |                        |
| Zeitschnellste Staffeln, die sich nicht über die Weltmeisterschaften qualifizieren konnten | Dänemark            |         | 4      |                        |
| Zeitschnellste Staffeln, die sich nicht über die Weltmeisterschaften qualifizieren konnten | Brasilien           |         | 4      |                        |
| Gesamt                                                                                     | Gesamt              | Gesamt  | 16     | 16                     |

#### 4 × 200 m Freistil
| Qualifikationswettbewerb                                                                   | Datum               | Ort     | Plätze | Qualifizierte Staffeln |
| ------------------------------------------------------------------------------------------ | ------------------- | ------- | ------ | ---------------------- |
| Weltmeisterschaften 2019                                                                   | 12. – 28. Juli 2019 | Gwangju | 11     | Australien             |
| Weltmeisterschaften 2019                                                                   | 12. – 28. Juli 2019 | Gwangju | 11     | Vereinigte Staaten     |
| Weltmeisterschaften 2019                                                                   | 12. – 28. Juli 2019 | Gwangju | 11     | ROC                    |
| Weltmeisterschaften 2019                                                                   | 12. – 28. Juli 2019 | Gwangju | 11     | China                  |
| Weltmeisterschaften 2019                                                                   | 12. – 28. Juli 2019 | Gwangju | 11     | Deutschland            |
| Weltmeisterschaften 2019                                                                   | 12. – 28. Juli 2019 | Gwangju | 11     | Kanada                 |
| Weltmeisterschaften 2019                                                                   | 12. – 28. Juli 2019 | Gwangju | 11     | Ungarn                 |
| Weltmeisterschaften 2019                                                                   | 12. – 28. Juli 2019 | Gwangju | 11     | Japan                  |
| Weltmeisterschaften 2019                                                                   | 12. – 28. Juli 2019 | Gwangju | 11     | Polen                  |
| Weltmeisterschaften 2019                                                                   | 12. – 28. Juli 2019 | Gwangju | 11     | Neuseeland             |
| Weltmeisterschaften 2019                                                                   | 12. – 28. Juli 2019 | Gwangju | 11     | Hongkong               |
| Weltmeisterschaften 2019                                                                   | 12. – 28. Juli 2019 | Gwangju | 11     | Südkorea               |
| Zeitschnellste Staffeln, die sich nicht über die Weltmeisterschaften qualifizieren konnten |                     |         | 3      | Großbritannien         |
| Zeitschnellste Staffeln, die sich nicht über die Weltmeisterschaften qualifizieren konnten | Italien             |         | 3      |                        |
| Zeitschnellste Staffeln, die sich nicht über die Weltmeisterschaften qualifizieren konnten | Frankreich          |         | 3      |                        |
| Zeitschnellste Staffeln, die sich nicht über die Weltmeisterschaften qualifizieren konnten | Israel              |         | 3      |                        |
| Neuverteilung ungenutzter Quotenplätze                                                     |                     |         | 2      | Brasilien              |
| Neuverteilung ungenutzter Quotenplätze                                                     | Dänemark            |         | 2      |                        |
| Gesamt                                                                                     | Gesamt              | Gesamt  | 16     | 16                     |

#### 4 × 100 m Lagen
| Qualifikationswettbewerb                                                                   | Datum               | Ort     | Plätze | Qualifizierte Staffeln |
| ------------------------------------------------------------------------------------------ | ------------------- | ------- | ------ | ---------------------- |
| Weltmeisterschaften 2019                                                                   | 12. – 28. Juli 2019 | Gwangju | 12     | Vereinigte Staaten     |
| Weltmeisterschaften 2019                                                                   | 12. – 28. Juli 2019 | Gwangju | 12     | Australien             |
| Weltmeisterschaften 2019                                                                   | 12. – 28. Juli 2019 | Gwangju | 12     | Italien                |
| Weltmeisterschaften 2019                                                                   | 12. – 28. Juli 2019 | Gwangju | 12     | Kanada                 |
| Weltmeisterschaften 2019                                                                   | 12. – 28. Juli 2019 | Gwangju | 12     | China                  |
| Weltmeisterschaften 2019                                                                   | 12. – 28. Juli 2019 | Gwangju | 12     | Schweden               |
| Weltmeisterschaften 2019                                                                   | 12. – 28. Juli 2019 | Gwangju | 12     | Großbritannien         |
| Weltmeisterschaften 2019                                                                   | 12. – 28. Juli 2019 | Gwangju | 12     | Japan                  |
| Weltmeisterschaften 2019                                                                   | 12. – 28. Juli 2019 | Gwangju | 12     | Deutschland            |
| Weltmeisterschaften 2019                                                                   | 12. – 28. Juli 2019 | Gwangju | 12     | Niederlande            |
| Weltmeisterschaften 2019                                                                   | 12. – 28. Juli 2019 | Gwangju | 12     | Schweiz                |
| Weltmeisterschaften 2019                                                                   | 12. – 28. Juli 2019 | Gwangju | 12     | ROC                    |
| Zeitschnellste Staffeln, die sich nicht über die Weltmeisterschaften qualifizieren konnten |                     |         | 4      | Belarus                |
| Zeitschnellste Staffeln, die sich nicht über die Weltmeisterschaften qualifizieren konnten | Finnland            |         | 4      |                        |
| Zeitschnellste Staffeln, die sich nicht über die Weltmeisterschaften qualifizieren konnten | Hongkong            |         | 4      |                        |
| Zeitschnellste Staffeln, die sich nicht über die Weltmeisterschaften qualifizieren konnten | Südafrika           |         | 4      |                        |
| Gesamt                                                                                     | Gesamt              | Gesamt  | 16     | 16                     |

### Mixed

#### 4 × 100 m Lagen
| Qualifikationswettbewerb                                                                   | Datum               | Ort     | Plätze | Qualifizierte Staffeln |
| ------------------------------------------------------------------------------------------ | ------------------- | ------- | ------ | ---------------------- |
| Weltmeisterschaften 2019                                                                   | 12. – 28. Juli 2019 | Gwangju | 12     | Vereinigte Staaten     |
| Weltmeisterschaften 2019                                                                   | 12. – 28. Juli 2019 | Gwangju | 12     | Australien             |
| Weltmeisterschaften 2019                                                                   | 12. – 28. Juli 2019 | Gwangju | 12     | ROC                    |
| Weltmeisterschaften 2019                                                                   | 12. – 28. Juli 2019 | Gwangju | 12     | Großbritannien         |
| Weltmeisterschaften 2019                                                                   | 12. – 28. Juli 2019 | Gwangju | 12     | Kanada                 |
| Weltmeisterschaften 2019                                                                   | 12. – 28. Juli 2019 | Gwangju | 12     | Italien                |
| Weltmeisterschaften 2019                                                                   | 12. – 28. Juli 2019 | Gwangju | 12     | Niederlande            |
| Weltmeisterschaften 2019                                                                   | 12. – 28. Juli 2019 | Gwangju | 12     | Deutschland            |
| Weltmeisterschaften 2019                                                                   | 12. – 28. Juli 2019 | Gwangju | 12     | Belarus                |
| Weltmeisterschaften 2019                                                                   | 12. – 28. Juli 2019 | Gwangju | 12     | Israel                 |
| Weltmeisterschaften 2019                                                                   | 12. – 28. Juli 2019 | Gwangju | 12     | Polen                  |
| Weltmeisterschaften 2019                                                                   | 12. – 28. Juli 2019 | Gwangju | 12     | Ungarn                 |
| Zeitschnellste Staffeln, die sich nicht über die Weltmeisterschaften qualifizieren konnten |                     |         | 4      | China                  |
| Zeitschnellste Staffeln, die sich nicht über die Weltmeisterschaften qualifizieren konnten | Japan               |         | 4      |                        |
| Zeitschnellste Staffeln, die sich nicht über die Weltmeisterschaften qualifizieren konnten | Griechenland        |         | 4      |                        |
| Zeitschnellste Staffeln, die sich nicht über die Weltmeisterschaften qualifizieren konnten | Brasilien           |         | 4      |                        |
| Gesamt                                                                                     | Gesamt              | Gesamt  | 16     | 16                     |

## Freiwasserschwimmen

### Männer 10 km Freiwasser
| Qualifikationswettbewerb                 | Datum               | Ort          | Plätze | Qualifizierte Athleten |
| ---------------------------------------- | ------------------- | ------------ | ------ | ---------------------- |
| Gastgeber                                | 7. September 2013   | Buenos Aires | 1      | noch offen             |
| Weltmeisterschaften 2019                 | 12. – 28. Juli 2019 | Gwangju      | 10     | Florian Wellbrock      |
| Weltmeisterschaften 2019                 | 12. – 28. Juli 2019 | Gwangju      | 10     | Marc-Antoine Olivier   |
| Weltmeisterschaften 2019                 | 12. – 28. Juli 2019 | Gwangju      | 10     | Rob Muffels            |
| Weltmeisterschaften 2019                 | 12. – 28. Juli 2019 | Gwangju      | 10     | Kristóf Rasovszky      |
| Weltmeisterschaften 2019                 | 12. – 28. Juli 2019 | Gwangju      | 10     | Jordan Wilimovsky      |
| Weltmeisterschaften 2019                 | 12. – 28. Juli 2019 | Gwangju      | 10     | Gregorio Paltrinieri   |
| Weltmeisterschaften 2019                 | 12. – 28. Juli 2019 | Gwangju      | 10     | Ferry Weertman         |
| Weltmeisterschaften 2019                 | 12. – 28. Juli 2019 | Gwangju      | 10     | Alberto Martínez       |
| Weltmeisterschaften 2019                 | 12. – 28. Juli 2019 | Gwangju      | 10     | Mario Sanzullo         |
| Weltmeisterschaften 2019                 | 12. – 28. Juli 2019 | Gwangju      | 10     | David Aubry            |
| Olympischer Qualifikationswettkampf 2021 | 19. – 20. Juni 2021 | Setúbal      | 11     | Hector Pardoe          |
| Olympischer Qualifikationswettkampf 2021 | 19. – 20. Juni 2021 | Setúbal      | 11     | Athanasios Kynigakis   |
| Olympischer Qualifikationswettkampf 2021 | 19. – 20. Juni 2021 | Setúbal      | 11     | Matan Roditi           |
| Olympischer Qualifikationswettkampf 2021 | 19. – 20. Juni 2021 | Setúbal      | 11     | Kai Graeme Edwards     |
| Olympischer Qualifikationswettkampf 2021 | 19. – 20. Juni 2021 | Setúbal      | 11     | Taishin Minamide       |
| Olympischer Qualifikationswettkampf 2021 | 19. – 20. Juni 2021 | Setúbal      | 11     | Tiago Campos           |
| Olympischer Qualifikationswettkampf 2021 | 19. – 20. Juni 2021 | Setúbal      | 11     | Kirill Abrossimow      |
| Olympischer Qualifikationswettkampf 2021 | 19. – 20. Juni 2021 | Setúbal      | 11     | David Farinango        |
| Olympischer Qualifikationswettkampf 2021 | 19. – 20. Juni 2021 | Setúbal      | 11     | Oussama Mellouli       |
| Olympischer Qualifikationswettkampf 2021 | 19. – 20. Juni 2021 | Setúbal      | 11     | Michael McGlynn        |
| Olympischer Qualifikationswettkampf 2021 | 19. – 20. Juni 2021 | Setúbal      | 11     | Daniel Delgadillo      |
| Kontinentale Qualifikation               |                     |              | 4      | Hau-Li Fan             |
| Kontinentale Qualifikation               | Matej Kozubek       |              | 4      |                        |
| Kontinentale Qualifikation               | Phillip Seidler     |              | 4      |                        |
| Kontinentale Qualifikation               | William Yan Thorley |              | 4      |                        |
| Gesamt                                   | Gesamt              | Gesamt       | 25     | 25                     |

### Frauen 10 km Freiwasser
| Qualifikationswettbewerb                 | Datum                   | Ort          | Plätze | Qualifizierte Athletinnen   |
| ---------------------------------------- | ----------------------- | ------------ | ------ | --------------------------- |
| Gastgeber                                | 7. September 2013       | Buenos Aires | 1      | noch offen                  |
| Weltmeisterschaften 2019                 | 12. – 28. Juli 2019     | Gwangju      | 10     | Xin Xin                     |
| Weltmeisterschaften 2019                 | 12. – 28. Juli 2019     | Gwangju      | 10     | Haley Anderson              |
| Weltmeisterschaften 2019                 | 12. – 28. Juli 2019     | Gwangju      | 10     | Rachele Bruni               |
| Weltmeisterschaften 2019                 | 12. – 28. Juli 2019     | Gwangju      | 10     | Lara Grangeon               |
| Weltmeisterschaften 2019                 | 12. – 28. Juli 2019     | Gwangju      | 10     | Ana Marcela Cunha           |
| Weltmeisterschaften 2019                 | 12. – 28. Juli 2019     | Gwangju      | 10     | Ashley Twichell             |
| Weltmeisterschaften 2019                 | 12. – 28. Juli 2019     | Gwangju      | 10     | Kareena Lee                 |
| Weltmeisterschaften 2019                 | 12. – 28. Juli 2019     | Gwangju      | 10     | Finnia Wunram               |
| Weltmeisterschaften 2019                 | 12. – 28. Juli 2019     | Gwangju      | 10     | Leonie Beck                 |
| Weltmeisterschaften 2019                 | 12. – 28. Juli 2019     | Gwangju      | 10     | David Aubry                 |
| Olympischer Qualifikationswettkampf 2021 | 19. – 20. Juni 2021     | Setúbal      | 11     | Anna Olasz                  |
| Olympischer Qualifikationswettkampf 2021 | 19. – 20. Juni 2021     | Setúbal      | 11     | Paula Ruiz Bravo            |
| Olympischer Qualifikationswettkampf 2021 | 19. – 20. Juni 2021     | Setúbal      | 11     | Kate Sanderson              |
| Olympischer Qualifikationswettkampf 2021 | 19. – 20. Juni 2021     | Setúbal      | 11     | Alice Dearing               |
| Olympischer Qualifikationswettkampf 2021 | 19. – 20. Juni 2021     | Setúbal      | 11     | Angélica André              |
| Olympischer Qualifikationswettkampf 2021 | 19. – 20. Juni 2021     | Setúbal      | 11     | Cecilia Biagioli            |
| Olympischer Qualifikationswettkampf 2021 | 19. – 20. Juni 2021     | Setúbal      | 11     | Anastassija Kirpitschnikowa |
| Olympischer Qualifikationswettkampf 2021 | 19. – 20. Juni 2021     | Setúbal      | 11     | Samantha Arevalo            |
| Olympischer Qualifikationswettkampf 2021 | 19. – 20. Juni 2021     | Setúbal      | 11     | Spela Perse                 |
| Olympischer Qualifikationswettkampf 2021 | 19. – 20. Juni 2021     | Setúbal      | 11     | Yumi Kida                   |
| Olympischer Qualifikationswettkampf 2021 | 19. – 20. Juni 2021     | Setúbal      | 11     | Michelle Weber              |
| Kontinentale Qualifikation               |                         |              | 4      | Paola Pérez                 |
| Kontinentale Qualifikation               | Krystyna Panchishko     |              | 4      |                             |
| Kontinentale Qualifikation               | Li-Shan Chantal Liew    |              | 4      |                             |
| Kontinentale Qualifikation               | Souad Nefissa Cherouati |              | 4      |                             |
| Gesamt                                   | Gesamt                  | Gesamt       | 25     | 25                          |